# Tałant Dujszebajew
Tałant Muszanbietowicz Dujszebajew (ros. Талант Мушанбетович Дуйшебаев; ur. 2 czerwca 1968 we Frunze) – trener piłki ręcznej, a także były zawodnik, reprezentant kolejno: ZSRR (do 1991), WNP (w 1992), Rosji (w latach 1992-1996) i Hiszpanii (w latach 1996-2005), występował na pozycji środkowego rozgrywającego. Dwukrotnie został wybrany najlepszym szczypiornistą na świecie: w 1994 i 1996. Od 1995 posiada obywatelstwo hiszpańskie. Jest poliglotą, biegle mówi w języku kirgiskim, rosyjskim, hiszpańskim, niemieckim, angielskim, węgierskim oraz polskim.

## Życiorys
W 1992 na igrzyskach olimpijskich w Barcelonie razem z kadrą WNP zdobył złoty medal olimpijski oraz wywalczył tytuł króla strzelców turnieju (47 goli w 7 meczach). W połowie lat 90. otrzymał hiszpańskie obywatelstwo. Dlatego w 1996 na igrzyskach w Atlancie oraz w 2000 w Sydney zdobył brązowe medale olimpijskie, grając w reprezentacji Hiszpanii. Poza tym wielokrotnie zdobywał medale mistrzostw Europy i świata. Jako zawodnik trzykrotnie wygrał Ligę Mistrzów. Karierę zawodniczą skończył w 2007, jako grający trener BM Ciudad Real. Tuż po zakończeniu czynnej kariery podjął samodzielną pracę na stanowisku szkoleniowca swego ostatniego klubu, a w 2011 Atlético Madryt (po przeniesieniu klubu z Ciudad Real do Madrytu).
8 stycznia 2014 zastąpił Bogdana Wentę na stanowisku trenera polskiej drużyny Vive Kielce, zaś dokładnie dziewięć miesięcy później 8 października tego samego roku został również trenerem reprezentacji Węgier.
Po zakończonych mistrzostwach Europy w 2016 zrezygnował z posady selekcjonera reprezentacji Węgier, a jego kontrakt został rozwiązany za porozumieniem obu stron. 27 lutego 2016 r. został trenerem reprezentacji Polski. 12 maja 2017 r. ZPRP ogłosił oficjalnie jego dymisję ze stanowiska trenera polskiej kadry narodowej mężczyzn.
Jest ojcem piłkarzy ręcznych: Alexa i Daniela.

## Sukcesy

### Zawodnicze
CB Cantabria Santander:
- 1993:  puchar EHF
- 1993, 1994:  mistrzostwo Hiszpanii
- 1994:  zwycięstwo w Lidze Mistrzów
- 1995:  puchar Króla
- 1995:  superpuchar Hiszpanii

BM Ciudad Real:
- 2002, 2003:  puchar zdobywców pucharów
- 2003:  wicemistrzostwo Hiszpanii
- 2003:  puchar Króla
- 2004, 2007:  mistrzostwo Hiszpanii
- 2005:  superpuchar Hiszpanii
- 2005:  finalista Ligi Mistrzów
- 2006:  zwycięstwo w Lidze Mistrzów

Reprezentacja WNP:
- 1992:  mistrzostwo olimpijskie; Barcelona

Reprezentacja Rosji:
- 1993:  mistrzostwo świata

Reprezentacja Hiszpanii:
- 1996, 1998:  wicemistrzostwo Europy
- 2000:  brązowy medal mistrzostw Europy
- 1996:  brązowy medal olimpijski; Atlanta
- 2000:  brązowy medal olimpijski; Sydney

### Trenerskie
BM Ciudad Real:
- 2008, 2009:  mistrzostwo Hiszpanii
- 2008, 2009:  zwycięstwo w Lidze Mistrzów
- 2007, 2010:  superpuchar Hiszpanii
- 2008:  puchar Ligi ASOBAL
- 2008:  puchar Króla

Industria Kielce:
- 2014 - 2023:  10x Mistrzostwo Polski
- 2014 - 2019, 2021, 2025:  8x Puchar Polski
- 2015:  3. miejsce w Lidze Mistrzów
- 2016:  zwycięstwo w Lidze Mistrzów
- 2022, 2023:  2. miejsce w Lidze Mistrzów

## Wyróżnienia
- 1994, 1996: Piłkarz Ręczny Roku IHF
- 2015: Najlepszy trener VELUX EHF CHAMPIONS LEAGUE[10]